# Lega Pallavolo Serie A
La Lega Pallavolo Serie A è un consorzio che raccoglie le squadre partecipanti ai campionati di pallavolo maschile italiani di Superlega, Serie A2 e Serie A3 allo scopo di organizzarne l'attività agonistica.
Dal 1990 assegna i Premi di Lega Pallavolo Serie A.

## Nascita e scopi dell'associazione
La Lega Pallavolo Serie A fu fondata a Bologna, città dove ancora oggi ha la sua sede, il 7 giugno 1987, da 23 società pallavolistiche che disputavano allora i campionati di Serie A1 e A2. Nel ruolo di primo Presidente fu scelto l'avvocato e deputato Carlo Fracanzani.
Gli scopi che si poneva la neonata associazione erano i seguenti:
(dallo Statuto della Lega Pallavolo Serie A)
Aderiscono al Consorzio, presieduto da Massimo Righi, le partecipanti ai campionati della Serie A.

## Manifestazioni
Il ruolo più importante che ha la Lega Pallavolo Serie A è l'organizzazione dei campionati nazionali di Superlega, Serie A2 e Serie A3, attuata secondo precisi regolamenti che apposite commissioni s'impegnano a stilare e a far rispettare. Particolarmente importante l'attività di ammissione ai campionati di Serie A dei club che ne fanno richiesta. Quest'ultima fase, che precede l'inizio dei tornei, avviene con regole che determinano l'idoneità alla partecipazione, la quale deriva dal possesso del titolo sportivo.
Oltre ai campionati di Superlega, Serie A2 e Serie A3, la Lega si occupa anche delle manifestazioni collegate al campionato, che negli ultimi anni sono cresciute di numero.
Alla Coppa Italia, che dal 1997 è divisa in due diverse competizioni per la Serie A1 e la A2, sono legate manifestazioni itineranti organizzate in collaborazione con gli organi regionali della FIPAV. Altra manifestazione itinerante è la Supercoppa Italiana che viene assegnata al termine di una Final Four. Secondo la tradizione, la squadra vincitrice dello scudetto ha la possibilità di prendere in carico l'organizzazione dell'evento.
L'impegno della Lega Pallavolo Serie A riguarda anche l'organizzazione dei tornei giovanili: la Boy League, riservata alla categoria U14, e la Junior League, destinata ai giovani u20 più promettenti del panorama italiano.
Nel 2007 viene presentato un innovativo sistema elettronico, il cosiddetto Sport Moles - la Talpa, utile agli arbitri per una corretta valutazione dell'impatto del pallone sul terreno di gioco.
Successore dello Sport Moles - la Talpa è il Video Check, che fa il suo ingresso nel mondo della pallavolo nel 2012. Si tratta di un'accurata tecnologia e uno strumento in continua evoluzione che ogni anno vede implementare il suo utilizzo.

## Sede e organigramma

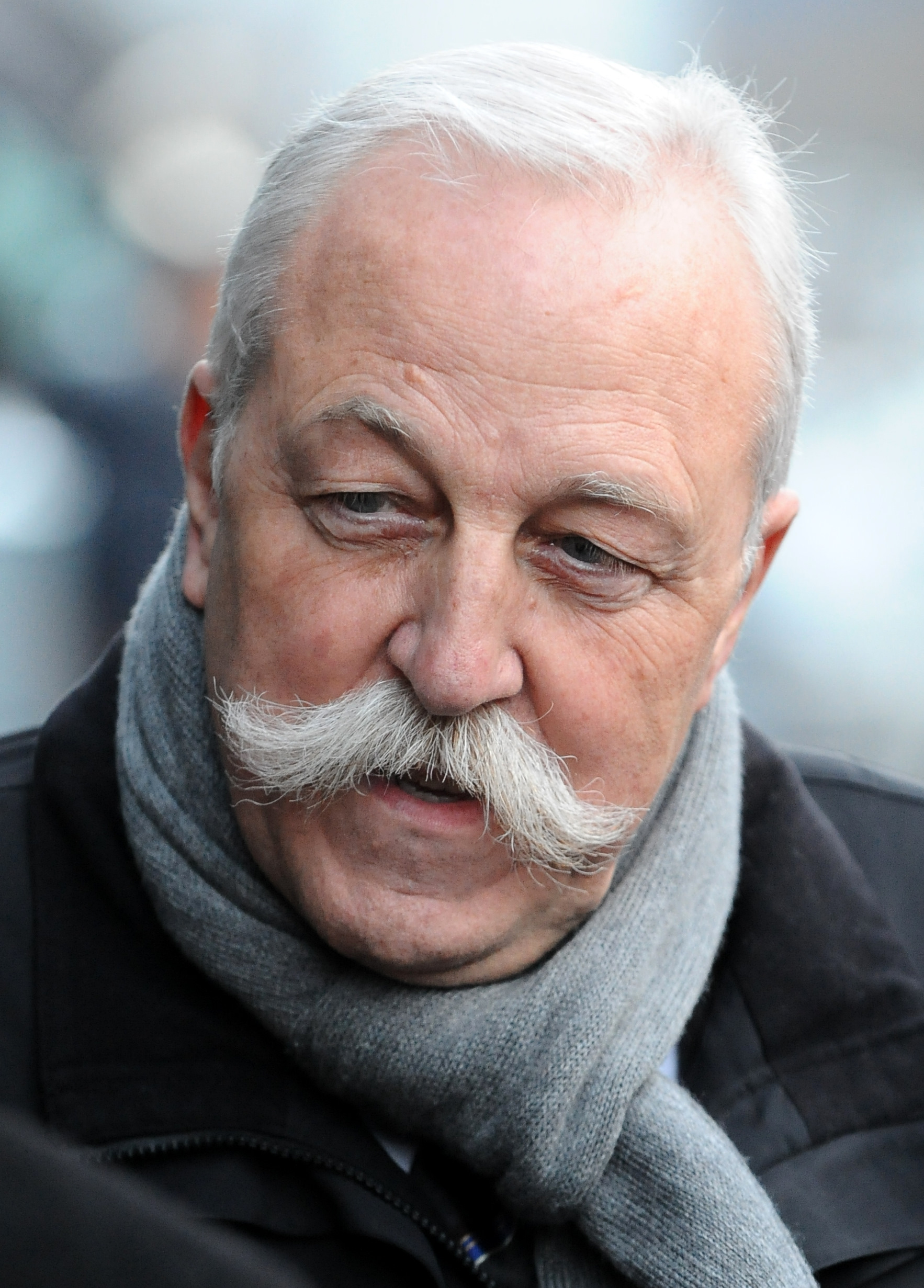
Diego Mosna presidente onorario della Lega Pallavolo Serie A

La sede della Lega Pallavolo Serie A è in Via Giuseppe Rivani, 6 a Bologna. L'organigramma è stato così definito nell'Assemblea di Lega del 15 maggio 2020:
- Presidente: Massimo Righi
- Presidente onorario: Diego Mosna
- Vicepresidenti: Stefano Fanini e Angelo Agnelli
- Amministratore delegato: Fabio Fistetto
- Consiglieri SuperLega: Lucio Fusaro, Giulia Gabana, Albino Massaccesi, Stefano Santuz, Gino Sirci
- Consigliere Serie A2: Michele Miccolis
- Consigliere Serie A3: Rossano Romiti

## Presidenti
- 1987-1997: Carlo Fracanzani
- 1997-2000: Bruno Da Re
- 2000-2002: Giorgio Varacca
- 2002-2004: Bruno Da Re
- 2004-2009: Diego Mosna
- 2009-2010: Claudio Sciurpa
- 2010-2014: Diego Mosna
- 2014-2016: Albino Massaccesi
- 2016-2018: Paola De Micheli
- 2019-2020: Diego Mosna
- 2020-in carica: Massimo Righi